# Lyris
Lyris (Lyrik aus Israel) ist eine Gruppe deutschsprachiger Dichter  in Jerusalem. Die Dichter kommen aus Deutschland, Österreich und der Bukowina. Sie verbindet die gemeinsame Sprache und das Schicksal der Emigration.

## Der Lyris-Kreis
Der Lyris-Kreis wurde 1982 von Annemarie Königsberger († 2008) gegründet. Seitdem trifft sich die Gruppe einmal im Monat in Jerusalem. Jedes Mitglied trägt drei eigene Gedichte vor. Es wird kritisiert, diskutiert sowie ernsthaft und humorvoll an der eigenen Dichtung gearbeitet. Seit 1985 publiziert der Lyris-Kreis Gedichtanthologien. Darin finden sich Texte vom Kern der Gruppe, von Gästen und Gedichte von verstorbenen Mitgliedern.

### Mitglieder
Die Mitgliederzahl ist schwankend. Aufgrund des hohen Alters der Mitglieder ist es manchen nicht mehr möglich, den Treffen regelmäßig beizuwohnen. Gekennzeichnet ist die Gruppe durch ihre Offenheit: Jeder, der auf Deutsch schreibt, ist willkommen. Zunehmend werden auch jüngere Autoren Teil des Lyris-Kreises. Einige Mitglieder (Auswahl):
- Eva Avi-Yonah, Felix Badt, Eva Basnizki, Wilhelm Bruners,
- Annemarie Königsberger, Yvonne Livay, Rolf Radlauer, Haim Schneider,
- Ilana Shmueli,  Dorothea Sella, Manfred Winkler, Magali Zibaso.

## Filme
- Gerhard Schick: Der Klang der Worte – Deutsche Sprache in Jerusalem (2008; Film)